# Резня в Тэджоне
Резня в Тэджоне была внесудебной расправой над политическими заключёнными под руководством антикоммунистических южнокорейских вооруженных сил. Лишь полвека спустя южнокорейская комиссия по установлению истины и примирения расследовала то, что произошло в ходе политического насилия, в значительной степени скрытого от истории.

## История
В конце Второй мировой войны Корея была оккупирована советскими и американскими солдатами, и полуостров был разделен по 38-й параллели. Советы поддерживали коммунистический режим Ким Ир Сена на Севере, в то время как США поддерживали антикоммунистический режим Юга. 25 июня 1950 года северокорейские солдаты пересекли 38-ю параллель и вторглись в Южную Корею, спровоцировав Корейскую войну. Антикоммунистическое правительство Южной Кореи арестовало тысячи подозреваемых в коммунизме и включило их в Национальную программу руководства.